# DDR-Komitee für Menschenrechte
Das DDR-Komitee für Menschenrechte war eine gesellschaftliche Organisation in der DDR von 1959 bis 1990.

## Geschichte
Am 21. Mai 1959 wurde das Komitee zum Schutze der Menschenrechte gegen militaristische Willkür und Klassenjustiz in Westdeutschland auf Initiative des Bundesvorstandes des FDGB gegründet.
Anlass waren Verhaftungen von DDR-Bürgern in der Bundesrepublik und Prozesse gegen Mitglieder der 1956 verbotenen KPD. Das Komitee setzte sich juristisch, humanitär und politisch für diese Personen ein.
Am 23. Oktober 1959 nannte es sich in Komitee zum Schutze der Menschenrechte um. Am 21. Mai 1969 wurde es in DDR-Komitee für Menschenrechte umbenannt.
Ein weiterer Schwerpunkt der Tätigkeit war die Unterstützung des politischen Kampfes von Befreiungsbewegungen in Afrika, dem Nahen Osten, Lateinamerika und anderen Ländern gegen Menschenrechtsverletzungen.
Das Komitee setzte sich für die Freilassung der US-amerikanischen Kommunistin Angela Davis, des Generalsekretärs der KP Chiles Luis Corvalán, des Vorsitzenden des ANC Nelson Mandela und anderer politischer Gefangenen ein.
Weiterhin engagierte es sich für die Aufnahme der DDR als gleichberechtigtes Mitglied in die UNO.
Nach der Aufnahme 1976 war es der offizielle Vertreter der DDR auf internationalen Konferenzen zum Thema Menschenrechte.
Das Komitee vertrat die offizielle Politik der DDR bei Menschenrechten, die soziale Sicherheiten und materielle Leistungen für die Bevölkerung wie das Recht auf Arbeit, Wohnung, kostenlose medizinische Betreuung und anderes umgesetzt hatte.
Es gab fast keine Berührungsgebiete mit in den 1980er Jahren in der DDR entstandenen unabhängigen Menschenrechtsgruppen.
Sekretär des Komitees war Siegfried Forberger (* 25. August 1925 † 31. Januar 2019) von 1959 bis 1989. Von Mai 1959 bis 1989 saß Friedel Apelt dem Komitee vor.
Am 4. Januar 1990 löste sich das Komitee auf und gründete sich als Deutsche Liga für Menschenrechte in der DDR neu. Diese benannte sich am 5. Januar 1991 in Deutsche Liga für Schutz und Förderung der Menschenrechte e.V. um und löste sich 1995 auf.